# Magdalena Finke

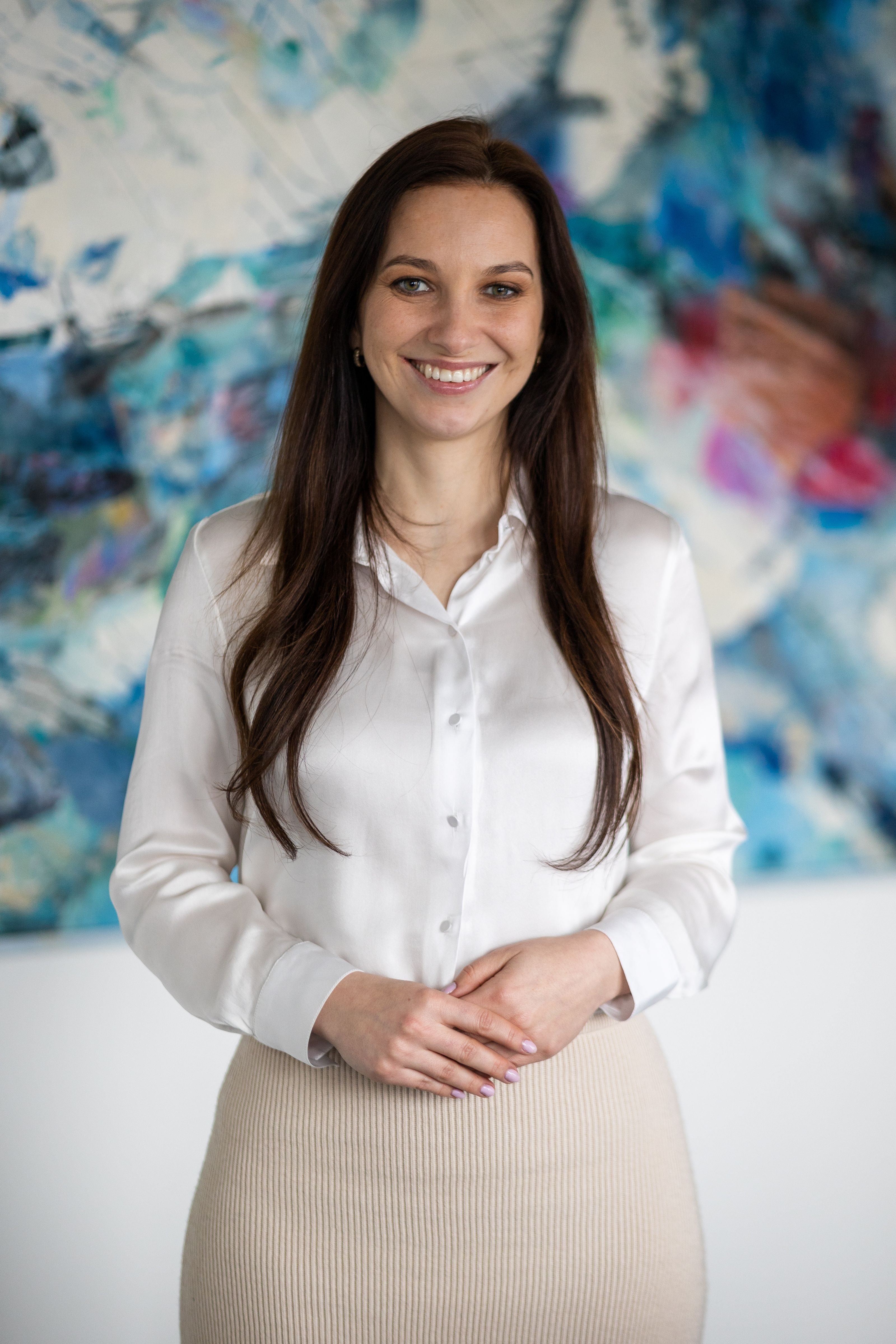
Magdalena Finke (2023)

Magdalena Finke (* 13. November 1986 in Warschau) ist eine deutsche politische Beamtin. Sie ist seit 2022 Staatssekretärin im Ministerium für Inneres, Kommunales, Wohnen und Sport des Landes Schleswig-Holstein.

## Leben
Finke hat Rechtswissenschaften studiert. Die Volljuristin war von 2014 bis 2017 Referentin im Abgeordnetenbüro der Bundestagsabgeordneten Sabine Sütterlin-Waack (CDU). Anschließend wechselte sie 2017 als Referentin für Bundesrats-Koordinierung, Koordinierungsstelle in das Ministerium für Justiz, Europa, Verbraucherschutz und Gleichstellung des Landes Schleswig-Holstein. In demselben Ministerium war sie von 2018 bis 2019 Persönliche Referentin und 2020 Büroleiterin der Ministerin Sütterlin-Waack. Diese Position behielt Finke auch bei der Ernennung von Sütterlin-Waack zur Ministerin für Inneres, ländliche Räume, Integration und Gleichstellung des Landes Schleswig-Holstein inne und übte diese von 2020 bis 2022 aus.
Im Juli 2022 wurde Finke unter Ministerin Sütterlin-Waack Staatssekretärin im Ministerium für Inneres, Kommunales, Wohnen und Sport des Landes Schleswig-Holstein.
Finke lebt in fester Partnerschaft.